# Saint-Saturnin (Lozère)

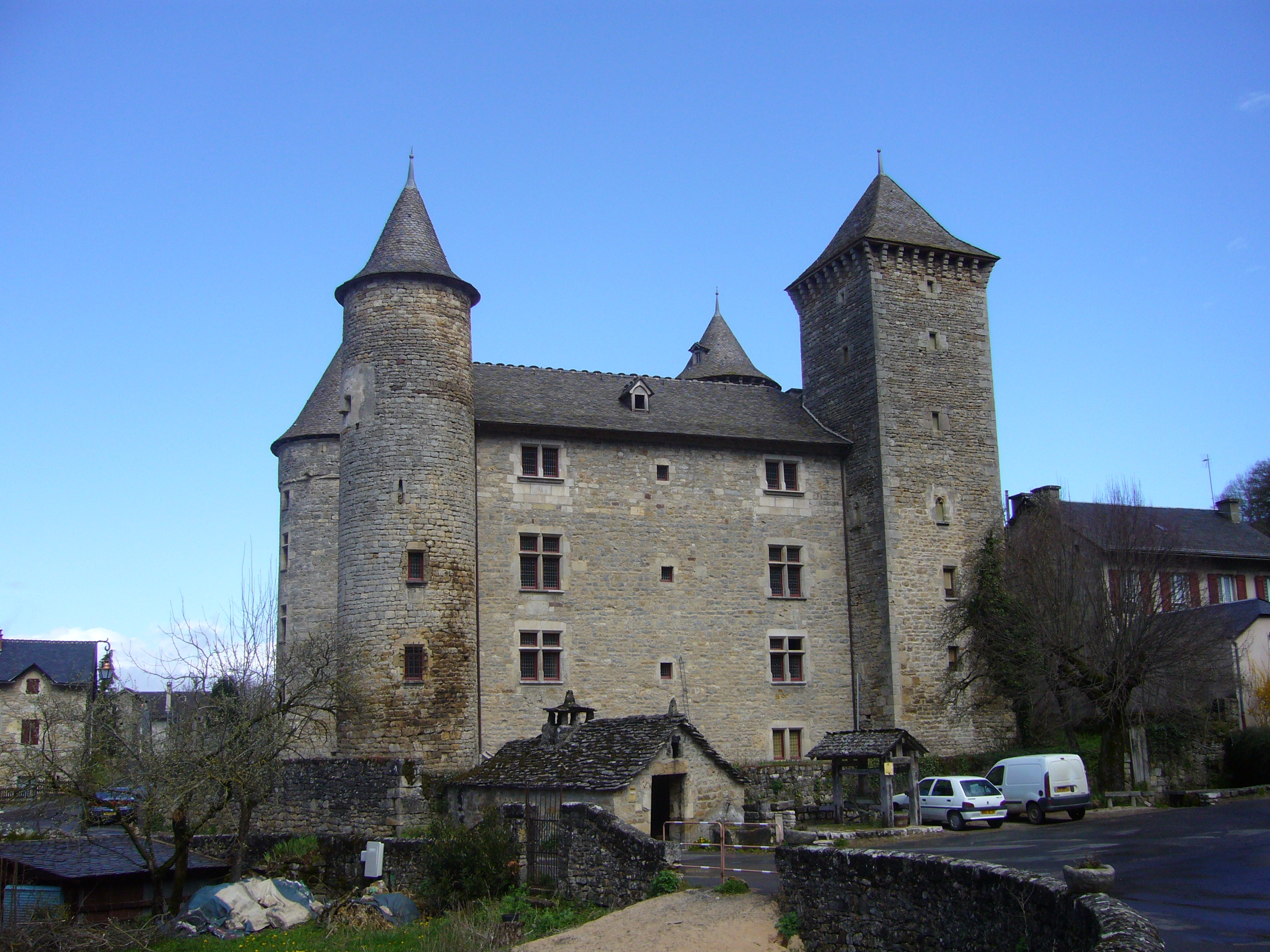
Zamek w Saint-Saturnin, 2008

Saint-Saturnin – miejscowość i gmina we Francji, w regionie Oksytania, w departamencie Lozère.
Według danych na rok 1990 gminę zamieszkiwały 63 osoby, a gęstość zaludnienia wynosiła 7 osób/km² (wśród 1545 gmin Langwedocji-Roussillon Saint-Saturnin plasuje się na 838. miejscu pod względem liczby ludności, natomiast pod względem powierzchni na miejscu 804.).

## Populacja

Populacja Saint-Saturnin w latach 1962–2008